# Kanton Montbazens
Der Kanton Montbazens war bis 2015 ein französischer Wahlkreis im Département Aveyron und in der Region Midi-Pyrénées. Er umfasste 13 Gemeinden im Arrondissement Villefranche-de-Rouergue; sein Hauptort (frz.: chef-lieu) war Montbazens. Die landesweiten Änderungen in der Zusammensetzung der Kantone brachten im März 2015 seine Auflösung. Vertreterin im conseil général des Départements war zuletzt Gisèle Rigal.

## Gemeinden
| Gemeinde        | Einwohner Jahr | Fläche km² | Bevölkerungsdichte | Code INSEE | Postleitzahl |
| --------------- | -------------- | ---------- | ------------------ | ---------- | ------------ |
| Brandonnet      | 316 (2013)     | 12,2       | 26 Einw./km²       | 12034      | 12350        |
| Compolibat      | 370 (2013)     | 17,0       | 22 Einw./km²       | 12071      | 12350        |
| Drulhe          | 434 (2013)     | 18,0       | 24 Einw./km²       | 12091      | 12350        |
| Galgan          | 357 (2013)     | 20,4       | 18 Einw./km²       | 12108      | 12220        |
| Lanuéjouls      | 730 (2013)     | 12,0       | 61 Einw./km²       | 12121      | 12350        |
| Lugan           | 343 (2013)     | 12,6       | 27 Einw./km²       | 12134      | 12220        |
| Maleville       | 964 (2013)     | 36,4       | 26 Einw./km²       | 12136      | 12350        |
| Montbazens      | 1.418 (2013)   | 17,5       | 81 Einw./km²       | 12148      | 12220        |
| Peyrusse-le-Roc | 224 (2013)     | 13,8       | 16 Einw./km²       | 12181      | 12220        |
| Privezac        | 349 (2013)     | 11,1       | 31 Einw./km²       | 12191      | 12350        |
| Roussennac      | 571 (2013)     | 17,3       | 33 Einw./km²       | 12206      | 12220        |
| Valzergues      | 208 (2013)     | 6,5        | 32 Einw./km²       | 12289      | 12220        |
| Vaureilles      | 516 (2013)     | 14,2       | 36 Einw./km²       | 12290      | 12220        |